# Bent (Vorname)
Bent ist ein dänischer männlicher Vorname, die heutige dänische Kurzform von Benedikt. Außer in Dänemark kommt der Name auch in Norwegen vor.

## Varianten
- Bengt (schwedisch), Bendix
- Bendt (dänisch)

## Bekannte Namensträger
- Bent Åserud (* 1950), norwegischer Komponist
- Bent Axen (1925–2010), dänischer Pianist, Theater- und Filmkomponist
- Bent Christensen Arensøe (* 1967), dänischer Fußballspieler und -trainer
- Bent Christensen (Regisseur) (1929–1992), dänischer Filmregisseur und -produzent, Drehbuchautor und Schauspieler
- Bent Egsmark Christensen (* 1963), dänischer Fußballspieler und -trainer
- Bent Conradi (1932–2024), dänischer Schauspieler
- Bent Exner (1932–2006), dänischer Goldschmied und Kirchenkünstler
- Bent Fabricius-Bjerre (1924–2020), dänischer Pianist und Komponist
- Bent Faurschou-Hviid (1921–1944), dänischer Widerstandskämpfer im Zweiten Weltkrieg
- Bent Fuglede (1925–2023), dänischer Mathematiker
- Bent Haakonsen (* 1936), dänischer Diplomat
- Bent Hamer (* 1956), norwegischer Regisseur, Drehbuchautor und Filmproduzent
- Bent Herskind (1931–2021), dänischer experimenteller Kernphysiker
- Bent Høie (* 1971), norwegischer Politiker
- Bent Jacobsen, dänischer Musiker und LGBT-Aktivist
- Bent Jensen (Fußballspieler) (* 1947), dänischer Fußballspieler
- Bent Angelo Jensen (* 1977), deutscher Modedesigner
- Bent Larsen (Schachspieler) (1935–2010), dänischer Schachspieler
- Bent Løfqvist (1936–2022), dänischer Fußballspieler
- Bent Martin (* 1943), dänischer Fußballtorhüter
- Bent Mejding (1937–2024), dänischer Schauspieler, Regisseur und Theaterintendant
- Bent J. Muus (1926–2006), dänischer Zoologe, Museumsdirektor und Hochschullehrer
- Bent Vinn Nielsen (* 1951), dänischer Schriftsteller
- Bent Norup (1936–2007), dänischer Opernsänger
- Bent Ohle (* 1973), deutscher Autor
- Bent Persson (* 1947), schwedischer Trompeter und Kornettist
- Bent Peters (* 1940), dänischer Radrennfahrer
- Bent Ånund Ramsfjell (* 1967), norwegischer Curler
- Bent Skammelsrud (* 1966), norwegischer Fußballspieler
- Bent Sørensen (Physiker)  (* 1941), dänischer Physiker
- Bent Sørensen (Schachspieler) (1943–2022), dänischer Schachspieler
- Bent Sørensen (Komponist)  (* 1958), dänischer Komponist
- Bent Stiansen (* 1963), norwegischer Koch
- Bent Tomtum (1949–2001), norwegischer Skispringer